# Sørøyane
Sørøyane er en øgruppe i Herøy i Møre og Romsdal, Møre og Romsdal fylke i Norge. Den omfatter bl.a. øerne Nerlandsøya, Leinøya, Remøya (Rimøya), Bergsøya, Runde og Skorpa og ligger i den sydlige del af Sunnmøre. Øgruppen har vejforbindelse med fastlandet via Gurskøya og Hareidlandet
Navnet kan ses i sammenhæng med navnet på Nordøyane, en øgruppe ud for kysten på nordlige  del af Sunnmøre.